# Cardenas Medal

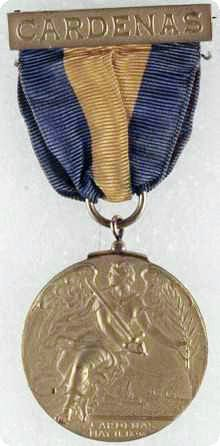

Die Cardenas Medal ist eine nicht mehr zur Verleihung gelangende Medaille der Streitkräfte der Vereinigten Staaten.

## Stiftung und Verleihungsvoraussetzungen
Die Medaille wurde am 3. Mai 1900 vom 56. Kongress der Vereinigten Staaten gestiftet. Verliehen wurde die Medaille der Crew der USRC Hudson für die Teilnahme an der Schlacht von Cárdenas. Insgesamt wurde die Medaille nur 22 mal verliehen.
1. ↑  United States. Bureau of the Mint, Pacific Coast Numismatic Society. C, T. Louis (Thomas Louis) Comparette: Catalogue of coins, tokens, and medals in the numismatic collection of the Mint of the United States at Philadelphia, Pa. Washington : Govt. Print. Off., 1914 (archive.org [abgerufen am 25. November 2024]).